# فاضل دربندی
شیخ آقا بن عابد بن رمضان بن زاهد شیروانی حائری معروف به نام فاضل دربندی (۱۲۰۸ ق - ۱۲۸۵ ق) یک روحانی، فقیه و مرجع تقلید شیعه ایرانی بود که در سده سیزدهم هجری دوران حکومت قاجار زندگی می‌کرد.

## تولد و تربیت
فاضل دربندی در سال ۱۲۰۸ هجری قمری در روستای طالقان از توابع شهر تهران متولد شد و رشد یافت. او با عنوان دربندی، و نیز لقب شیروانی نامیده می‌شود. علت آن نیز انتساب به شهر شیروان در جمهوری آذربایجان که روسیه آن را از ایران گرفت، می‌باشد. یاقوت الحموی جغرافیدان مسلمان و صاحب کتاب معجم البلدان به این شهر اشاره ای نکرده، اما آن را روستایی از نواحی بخارا دانسته‌است.

## مهاجرت به کربلا
دربندی به کربلا مهاجرت کرد و دوره ای را در این شهر اقامت گزید و نزد برخی از علمای شیعه، از جمله: محمد صالح برغانی حائری و آقا حکمی قزوینی به تحصیل علم پرداخت. عمده تحصیلات وی نزد شریف العلماء مازندرانی بود.
دربندی به هنگام ظهور بابیه در کربلا در مبارزه با آن مشارکت نمود. سید محسن امین می‌گوید که بابیان سعی داشتند دربندی را در خانه اش ترور کنند، اما وی از خود دفاع نموده و فرار کرد، اما از ناحیه صورت به شدت زخمی شد.

## بازگشت به تهران
پس از سالها اقامت در کربلا، وی به تهران نقل مکان کرد و ساکن این شهر شد تا اینکه در سال ۱۲۸۵ هجری درگذشت. پیکرش به کربلا منتقل و در صحن کوچک حسینی دفن شد. از وی تنها یک دختر باقی مانده‌است.

## تالیفات
برخی از آثار وی در برخی از کتابهایی که برای وی ترجمه شده‌اند ذکر شده‌است: 
| خزائن الاصول                    | دو جلد. |
| عناوین المسائل                  | سید محسن امین با عنوان عناوین الأدله از آن یاد کرده و آقابزرگ تهرانی می‌گوید که این کتاب خلاصه ای از کتاب خزائن الأصول است. |
| خزائن الأحکام                   | شرحی است بر منظومه بحرالعلوم. |
| قوامیس القواعد فی الرجال        | شامل مسائل علم درایة و رجال و دسته‌بندی راویان است. |
| رسالة فی معرفة الأسانید         | سید محسن امین با عنوان کتاب فی الدرایه از آن نام می‌برد. آقا بزرگ تهرانی نیز در الذریعه به آن اشاره کرده‌است. |
| جوهر الصناعة فی الأسطرلاب       | آن را برای دانش آموزش محمد رضا موسوی هندی نوشته‌است، و در پشت آن اجازه‌نامه دربندی برای این فرد وجود دارد. |
| فن التمرینات                    | سید محسن امین با این عنوان و آقابزرگ تهرانی با عنوان المسائل التمرینیة از آن یاد کرده‌اند. |
| اسرار الشهادة                   | با نام انوار السعادات به فارسی ترجمه شده‌است. سید محسن امین این کتاب را مورد انتقاد قرار داده‌است و درباره‌اش گفته‌است: "چیزهای عجیب و غریبی و مسائلی را در آن آورده که نباید به آنها اعتماد کرد."                                                                                  |
| سعادات ناصری                    | این کتاب را برای ناصرالدین شاه به زبان فارسی نوشت که ترجمه ای از برخی قسمتهای اسرار الشهادة است. کتاب با انتقاد سید محسن امین مواجه شد که درباره‌اش گفته بود: "در این کتاب موارد زیادی از چیزهای عجیب و غریب و خبرهایی دیدم که توسط هیچ مورخی ذکر نشده و عقل هم آن را نمی‌پذیرد." |
| جواهر الإیقان                   | مقتل به زبان فارسی |
| الرسالة العملیة (توضیح المسائل) | رساله توضیح المسائل به زبان فارسی |

## انتقادات
دربندی مورد انتقاد برخی از اندیشمندان شیعه خصوصاً به خاطر نگارش کتاب بزرگش با نام «اسرار الشهادة» قرار گرفته‌است. علت این امر نیز تکیه بر بسیاری از روایات ضعیف و نقل آنها در این کتاب و سایر آثارش عنوان شده‌است. همچنین ممکن است او به دلیل عدم دقت علمی در برخی تحقیقات و آثارش مورد انتقاد قرار گرفته باشد. از طرف دیگر برخی از دربندی دفاع کردند و به انتقادات پاسخ داده‌اند.
میرزا حسین نوری طبرسی انتقاداتش از کتاب اسرار الشهادة به خصوص در کتاب فارسی لؤلؤ و مرجان گسترش داد و به دنبال او شاگردش آقا بزرگ تهرانی - با وجود ستایش و تمجید از دربندی - این انتقادات را ادامه داد. او با اشاره به کتاب استاد خود گفت: «[دربندی] به دلیل شدت خلوص و صفای باطنش در این کتاب اموری را نقل کرده که در کتابهای معتبر یافت نمی‌شود و ایشان آنها را از برخی منابع مجهول با اتکا به قاعده «تسامح در ادله سنن» برگرفته است… شیخ ما در کتاب «لؤلؤ و مرجان» در معرض برخی از این موارد قرار گرفته‌است، که ما ذکر را طولانی نمی‌کنیم.»
مهدی اصفهانی کاظمی - با تمجید از نویسنده - می‌گوید: «هنگامی که او در برخی از نوشته‌هایش برخی اخبار، روایات و تحقیقات عجیب و غریب را می‌آورد، این باعث ضعف اعتماد به نویسنده می‌شود.»
و همچنین سید محسن امین، در ترجمه اش از دربندی در کتاب اعیان الشیعه با انتقاد از نوشته‌های او می‌گوید: «فی الجمله او در آثار نقلی اش روایات نامعتبر زیادی را ذکر کرده و بلکه چیزهایی را آورده که عقل آن را نمی‌پذیرد و روایات نیز آن را تصدیق نمی‌کند. خداوند با کرمش از ما و او درگذرد.» او همچنین به تفکیک به انتقاد از برخی کتاب‌های دربندی پرداخته‌است.